# Lampides bochus
Lampides bochus är en fjärilsart som beskrevs av Pieter Cramer 1782. Lampides bochus ingår i släktet Lampides och familjen juvelvingar. Inga underarter finns listade i Catalogue of Life.